# Gornji Hrašćan
Gornji Hrašćan – wieś w Chorwacji, w żupanii medzimurskiej, w gminie Nedelišće. W 2011 roku liczyła 910 mieszkańców.